# Білгород-Дністровська міська рада
Бі́лгород-Дністро́вська міська́ ра́да — орган місцевого самоврядування Білгород-Дністровської міської громади, Білгород-Дністровський район, Одеська область. Утворена 12 вересня 1944 року як адміністративно-територіальна одиниця.

## Склад ради
Рада складається з 50 депутатів та голови.
- Голова ради: Нановський Ігор Миколайович
- Секретар ради: Македонський Олександр Георгійович

### Керівний склад попередніх скликань
| ПІБ                         | Основні відомості                                               | Дата обрання | Дата звільнення |
| --------------------------- | --------------------------------------------------------------- | ------------ | --------------- |
| Даценко Микола Миколайович  | Міський голова, 1953 року народження, безпартійний              | 26.03.2006   | 31.10.2010      |
| Нановський Ігор Миколайович | Міський голова, 1959 року народження, освіта вища, безпартійний | 31.10.2010   |                 |

Примітка: таблиця складена за даними джерела

### Депутати
За результатами місцевих виборів 2010 року депутатами ради стали:
- Кількість депутатських мандатів у раді: 50
- Кількість депутатських мандатів, отриманих кандидатами у депутати за результатами виборів: 49
- Кількість депутатських мандатів у раді, що залишаються вакантними: 1

#### За суб'єктами висування
| Суб'єкт висування                                       | Кількість обраних депутатів | %    |
| ------------------------------------------------------- | --------------------------- | ---- |
| Партія регіонів                                         | 26                          | 53,1 |
| Комуністична партія України                             | 6                           | 12,2 |
| Політична партія «Сильна Україна»                       | 6                           | 12,2 |
| Політична партія «Фронт Змін»                           | 4                           | 8,2  |
| Соціалістична партія України                            | 3                           | 6,1  |
| Політична партія малого і середнього бізнесу України    | 2                           | 4,1  |
| Народна партія                                          | 1                           | 2    |
| Політична партія Всеукраїнське об'єднання «Батьківщина» | 1                           | 2    |